# Mis noches sin ti
Mis noches sin ti es una serie de televisión unitaria argentina de la TV Pública.

## Sinopsis
Mis noches sin ti será una serie que se ambientará en una Buenos Aires marcada por un acontecimiento histórico específico de gran significación: el inicio del voto femenino. Dentro del elenco, se destaca la participación de: Arnaldo André y Adriana Aizemberg.
La trama aborda la emigración de los habitantes del Litoral a Buenos Aires, entre 1947 y 1951. También se refleja la inmigración de los paraguayos en ese período, quienes dejaron un trascendente legado a nivel cultural. Esto tiene que ver con el hecho de que en ese entonces estallaba la guerra civil en tierras guaraníes, lo que forzó al exilio a muchos de sus pobladores.
Esta serie es la continuación de una miniserie anterior, llamada "La Riña", del mismo director. La Riña fue filmada íntegramente en la provincia de Corrientes.

## Protagonistas
- Arnaldo André como Alfredo.
- Adriana Aizemberg como Aída.
- Lorenzo Quinteros como Lorenzo.
- Víctor Laplace como El maestro
- María Onetto como Dolores.
- Paula Sartor como Paula.
- Juan Grandinetti como Ángel.
- Éstel Gómez como Bety.
- Miguel Franchi como Bernabé.

## Audiencia
| #1  | Lunes     | 30 de enero de 2017   | 0.9 |  |  |  |
| #2  | Martes    | 31 de enero de 2017   | 1.0 |  |  |  |
| #3  | Miércoles | 1 de febrero de 2017  | 0.6 |  |  |  |
| #4  | Jueves    | 2 de febrero de 2017  | 1.0 |  |  |  |
| #5  | Viernes   | 3 de febrero de 2017  | 0.5 |  |  |  |
| #6  | Martes    | 7 de febrero de 2017  | 0.7 |  |  |  |
| #7  | Miércoles | 8 de febrero de 2017  | 0.8 |  |  |  |
| #8  | Jueves    | 9 de febrero de 2017  | 0.8 |  |  |  |
| #9  | Viernes   | 10 de febrero de 2017 | 0.8 |  |  |  |
| #10 | Lunes     | 13 de febrero de 2017 | 1.3 |  |  |  |
| #11 | Martes    | 14 de febrero de 2017 | 0.9 |  |  |  |
| #12 | Miércoles | 15 de febrero de 2017 | 0.8 |  |  |  |
| #13 | Jueves    | 16 de febrero de 2017 | 0.9 |  |  |  |

     Emisión más vista hasta el momento.

     Emisión menos vista hasta el momento.

- Datos: Q28663825